# CHU Agadir
Le Centre hospitalier universitaire d'Agadir est un Centre hospitalier universitaire situé dans la ville d'Agadir.
Il est actuellement en construction et son ouverture est prévue pour 2023. Il s'agit d'un vaste projet sur lequel compte beaucoup pour améliorer l'offre de santé dans la région de Souss-Massa. L'État lui a alloué un énorme budget, estimé à 2,33 milliards de dirhams.
D'ici 2020, l'avancement total de l'achèvement de ce centre hospitalier universitaire était de 32 %, il sera construit sur une superficie de 30 hectares (127 mille et 196 mètres carrés couverts) sur un terrain près de la Faculté de Médecine et de Pharmacie d'Agadir (FMPA).
Le nouveau centre hospitalier universitaire d'Agadir, d'une capacité clinique de 867 lits, comprendra notamment un hôpital de jour (hôpital de jour chirurgical / médical, service d'endoscopie et d'angiographie, service de traitement de l'insuffisance et spécialités chirurgicales, obstétrique et pédiatrie)., Unité d'urgence et d'hospitalisation de courte durée), 48 chambres de conseil et de tests fonctionnels, un pôle de chirurgie, un centre régional d'oncologie, ainsi qu'un hôpital psychiatrique à Agadir.